# Tui Nayau
Tui Nayau (littéralement chef de Nayau en tongien) est avec celui de Tui Lau l'un des deux titres coutumiers les plus importants portés par les grands chefs de l'archipel de Lau (Fidji). Le titre est généralement associé avec l'appellation de « Sau ni vanua ». Nayau est une petite île située au nord de Lakeba d'où seraient originaires ces chefs. L'avant dernier Tui Nayau fut l'ancien Premier Ministre puis Président des Fidji, Ratu Kamisese Mara. Son fils Tevita Mara lui succède en 2025. Le siège de la chefferie se situe au village de Tubou sur l'île de Lakeba. Les Tui Nayau font partie de la confédération Tovata. 
L'épouse du Tui Nayau ou autrefois, la première épouse de celui-ci, porte le titre de Radini Nayau.

## Succession au titre de Tui Nayau
| Nom                       | Années de règne | Naissance et décès                         | Commentaire |
| ------------------------- | --------------- | ------------------------------------------ | --- |
| Rasolo                    | ???-???         |                                            | 1er Tui Nayau. Il eut quatre fils, l'aîné s'appelant Maliani et le second Taliai Tupou |
| Malani                    | ???-1833        |                                            | Second Tui Nayau. Son fils Roko Viliame étant trop jeune à son décès pour lui succéder, ce fut son frère cadet Taliai Tupou qui hérita du titre. |
| Taliai Tupou              | 1833-1875       | environ 1815 d'après Dumont d'Urville-1875 | Il avait été prévu que Roko Viliame (le fils aîné de Malani) hérite du titre, mais ce dernier devait décéder en 1857 laissant le fils de Taliai Tupou succéder à son père |
| Eroni Loganimoce          | 1876-1898       | ???-1898                                   | Fils de Taliai Tupou |
| Alifereti Finau Ulugalala | 1898-1934       | ???-1934                                   | Le titre revint au petit-fils de Malani. Il épousa Adi Asenaca Kakua, l'une des filles d'un grand chef de Bau (Vunivalu), Seru Epenisa Cakobau. De ce fait, sa descendance devint "vasu" de Bau. De cette union naquirent quatre fils dont l'aîné Tevita Uluilakeba lui succéda. L'une de ses filles épousa Jon Madraiwiwi I qui appartenait également à clan important de la chefferie Bau. Ils eurent pour fils Ratu Lala Sukuna, leader de la communauté fidjienne dans les années 1940 et 1950 et donc vasu des Tui Nayau, ce qui explique la relation qu'il entretint par la suite avec Kamisese Mara (cf. (Histoire des Fidji) |
| Tevita Uluilakeba III     | 1934-1966       | ???-1966                                   | Fils d'Alifereti Finau Ulugalala |
| Kamisese Mara             | 1969-2004       | 1920-2004                                  | Fils de Tevita Uluilakeba |
| Tevita Mara               | 2025-           | ?                                          | Fils de Kamisese Mara, intronisé en 2025 |

## Source
- Kamisese Mara, "The Pacific Way : a memoir", 1997. Autobiographie du père de l'indépendance fidjienne.